# Arlon
Arlon (en luxemburgués Arel, en neerlandés Aarlen, en valón Årlon) es una ciudad y municipio francófono de Bélgica, situado en Valonia y en la provincia de Luxemburgo, de la cual es capital. Cuenta con más de 26 500 habitantes.
La ciudad es un importante centro comercial y administrativo de la región, destacando especialmente el sector terciario, sobre todo la enseñanza (universitaria y enseñanza secundaria).

## Localización
La ciudad se ubica sobre una colina, a 404 metros de altitud, a orillas del Semois (en alemán Sesbach), cerca de la frontera con Luxemburgo y aproximadamente 190 km al sureste de Bruselas.

## Historia

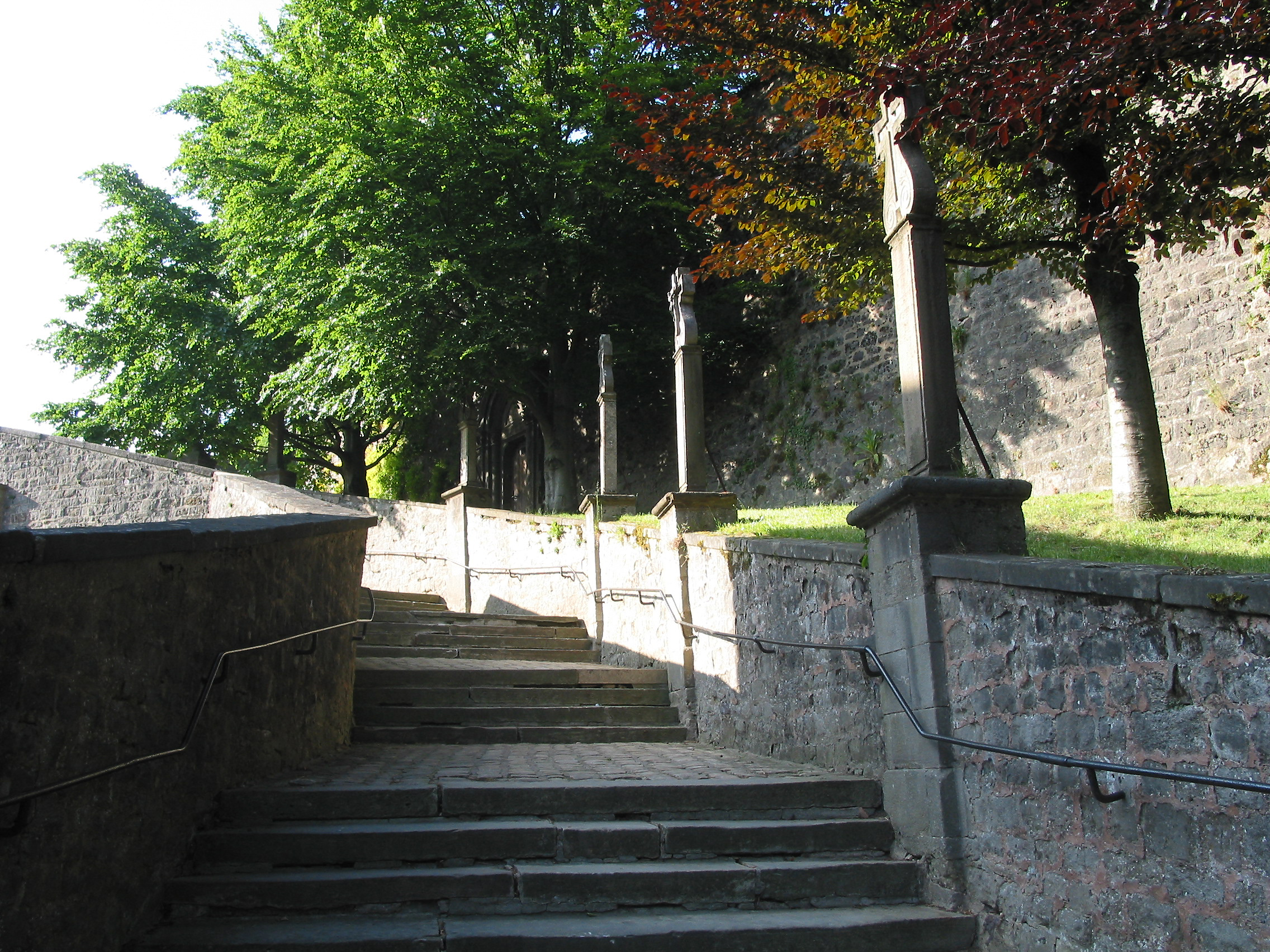
El camino de la cruz, con sus estaciones de piedra.

Arlon comparte con Tournai y Tongeren el estatuto de ciudad más antigua de Bélgica. La villa nació en el cruce de las vías de comunicación entre Reims, Tréveris y Colonia. Allí se establecieron los celtas. Su nombre en la época romana era Orolaunum Vicus. En las excavaciones arqueológicas se han extraído numerosos vestigios de la ocupación romana (I d. C.).
Después de la caída del Imperio romano, Arlon experimentó la influencia merovingia. Una necrópolis de tumbas de tipo "principescas" dejó un rico mobiliario, lo permite pensar que se había instalado en Arlon una familia principesca, perteneciente probablemente al entorno de los reyes francos. Es a finales del periodo merovingio cuando probablemente se erigió la primera iglesia Saint-Martin d'Arlon, justo al lado de las antiguas termas romanas, en el edificio que había albergado las tumbas merovingias algunos decenios antes.
En la Edad Media, la villa se transformó en plaza fuerte. Con el conde Waleran I, los condes de Arlon pasaron a ser también duques de Limburgo. A la muerte del duque Waleran III en 1226, Arlon pasó a su hijo Enrique V, conde de Luxemburgo. Fue incorporado al ducado de Luxemburgo. Formó parte de los Países Bajos de los Habsburgo (siendo destruido su castillo en 1558 por las tropas francesas del Duque de Guisa), españoles y austríacos.
Durante las guerras de la Revolución francesa, esta plaza fortificada fue objeto de combates en 1793 y en 1794, los dos con victorias francesas. Fue anexionada por Francia en 1795. Pasando en 1815 a formar parte del Reino Unido de los Países Bajos.

## Lugares de interés

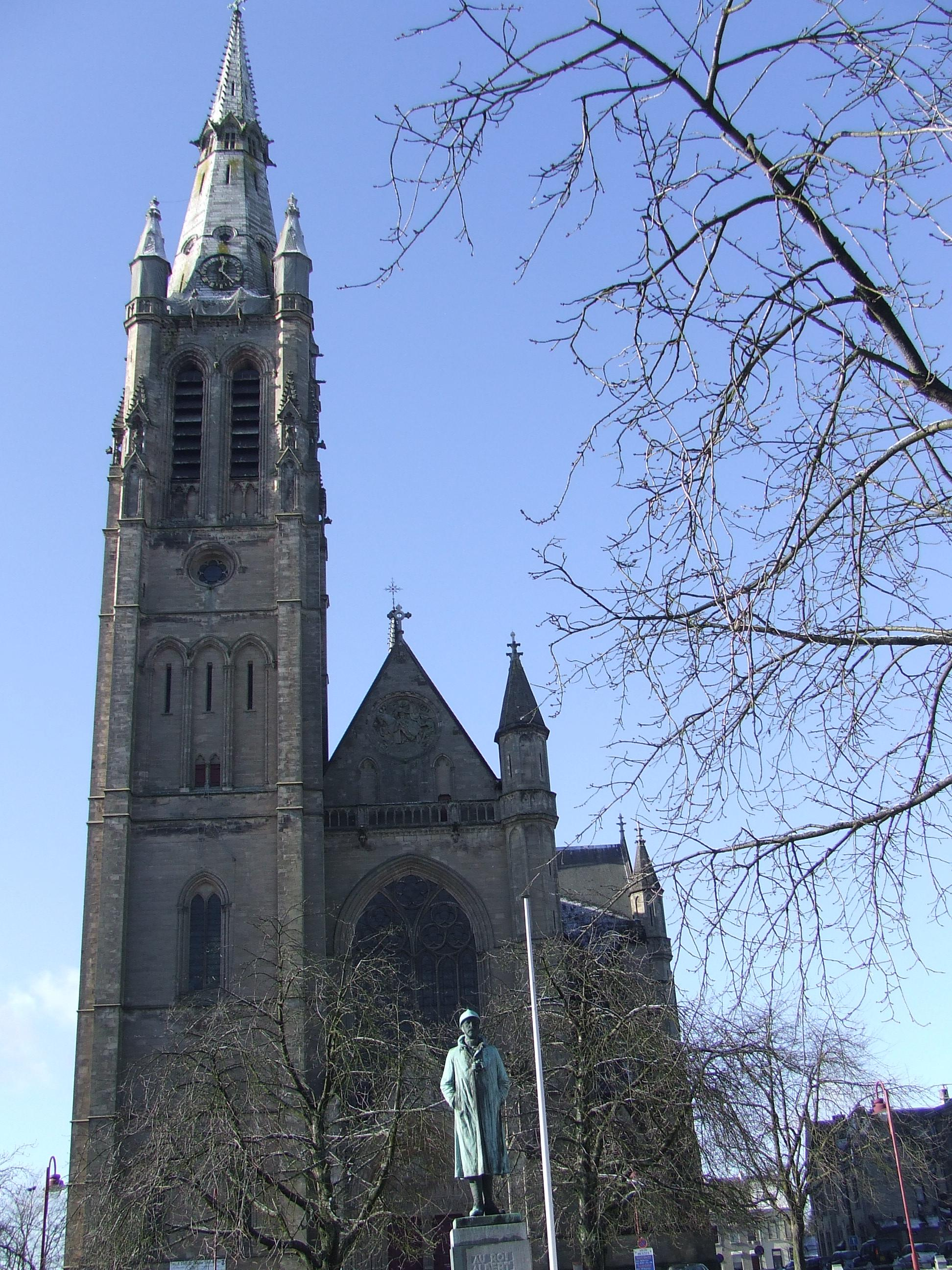
Iglesia Saint-Martin.

Arlon posee muchos monumentos, como la Grand Place o la Place Léopold, en el casco antiguo. Además, destacan:
- Museo Arqueológico, que alberga numerosos ejemplos de esculturas galorromanas y arte funerario merovingio.
- Museo Gaspar, más centrado en la historia del arte regional, que es también la sede del Instituto arqueológico de Luxemburgo así como de su biblioteca.
- Iglesia Saint-Donat, ubicada en la cima de la colina central "Knipchen". Originalmente se trataba de un castillo, que en 1552 fue destruido por los franceses. La iglesia se fundó en el siglo XVIII sobre las ruinas del antiguo castillo.
- Iglesia Saint-Martin, mandada construir por el rey Leopoldo II entre 1907 y 1914, de estilo neogótico.
- Des interés histórico para los españoles es la calle "Chemin des Espagnols", antigua carretera principal hasta la construcción de la N4 de la que es paralela. Lleva dicho nombre por formar parte del Camino Español que usaba habitualmente el ejército de Flandes en su viaje de Génova a Bruselas.

## Lenguas
Además de las lenguas oficiales belgas, la lengua regional endógena que se habla en la región es el luxemburgués.
Por el decreto del 24 de diciembre de 1990, la Comunidad francesa reconoce (además del francés, lengua oficial), las lenguas regionales endógenas. Todas estas lenguas son transfronterizas. El lorenés se habla en Francia, y el luxemburgués, en sus diferentes modalidades, se usa en el Gran Ducado de Luxemburgo y sus municipios limítrofes en Bélgica, mientras que en Francia prácticamente ha desaparecido.

## Transporte
- Arlon se encuentra en el importante eje ferroviario europeo Bruselas - Namur - Luxemburgo. La estación es frecuentada diariamente por aproximadamente 110 trenes.
- La línea Athus-Meuse une Arlon con Athus, Rodange (Luxemburgo), Bertrix, Libramont y Dinant con la aglomeración de Namur.

## Política

### Administración 2007-2012
La junta administrativa de Arlon se componía de una coalición de cdH y PS.
Formaban parte de la administración las siguientes personas:
| Ayuntamiento | Ayuntamiento |
| ------------ | --- |
| Alcalde      | Raymond Biren (cdH) |
| Concejales   | André Perpète (PS) André Balon (cdH) Jean-Marie Triffaux (PS) Anne-Catherine Goffinet-Bekaert (cdH) André Even (PS) Marie-Thérèse Denis-Trum (cdH) |

## Secciones del municipio
A continuación se citan las secciones del municipio de Arlon (entre paréntesis su nombre en luxemburgués):
| - Arlon (Arel) - Autelbas (Nidderälter) - Autelhaut (Uewerälter) - Barnich (Barnech) - Bonnert (Bunnert) - Clairefontaine (Badebuerg) - Fouches (Affen) - Frassem (Fruessen) | - Freylange (Frällen) - Guirsch (Giisch) - Heckbous (Heckbuus) - Heinsch (Häischel) - Sampont (Sues) - Schoppach (Schappech) - Sesselich (Siesselech) - Stehnen (Stienen) | - Sterpenich (Sterpenech) - Stockem (Stackem) - Seymerich (Seimerech) - Toernich (Täernech) - Udange (Eiden) - Viville (Alenuewen) - Waltzing (Walzeng) - Weyler (Weller) |

## Demografía
La proximidad a la ciudad de Luxemburgo es la causa principal del aumento constante de la población en Arlón, con población que viaja a Luxemburgo a diario para trabajar.
- Fuente: NIS/INS - Nota: de 1806 hasta 1970 = censo del 31 de diciembre, a partir de 1977 = población del 1 de enero
- 1977: anexión de Autelbas, Bonnert, Guirsch, Heinsch y Toernich

## Hermanamientos
- Saint-Dié-des-Vosges (Francia)
- Diekirch (Luxemburgo)
- Bitburg (Alemania)
- Hayange (Francia)
- Alba (Italia)
- Sullana (Perú)
- Market Drayton (Reino Unido)